# Majšperk
Majšperk este o localitate din comuna Majšperk, Slovenia, cu o populație de 662 de locuitori.